# Поки є час
Поки є час — радянський художній фільм 1987 року, знятий на кіностудії імені Олександра Довженка.

## Сюжет
Події відбуваються в XVII столітті. Герої фільму, запорізькі козаки Петро і Павло, звільнені з турецького полону, відправляються в довгий і небезпечний шлях до себе на Батьківщину.

## У ролях
- Іван Гаврилюк — Петро
- Віктор Півненко — Павло
- Нурбей Камкія — юзбаші
- Ернст Романов — епізод
- Лембіт Ульфсак — Адамек
- Ліана Петрусенко — Галина
- Олександр Понежа — Станко
- Єгор Голобородько — Яремко
- Федір Панасенко — паромщик
- Михайло Голубович — Георгій
- Лесь Сердюк — Іован
- Сергій Гаврилюк — Іон
- Сергій Іушін — Джузеппе
- Валентин Макаров — пан Сулятицький
- Сайдо Курбанов — Ахмет
- Алі Мухаммад — Кадир
- Махамадалі Мухамадієв — епізод
- Людмила Лобза — епізод
- Сергій Габніа — епізод
- Коста Турієв — епізод
- Аміран Таніа — епізод
- Бахадур Міралібеков — епізод
- Тамара Попеску — епізод
- Наталія Бурлака — епізод

## Знімальна група
- Режисер — Борис Шиленко;
- Сценаристи — Станіслав Тельнюк, Борис Шиленко;
- Композитор — Олександр Злотник.